# Nørrebroparken
Nørrebroparken er en park i København. Parken ligger på Nørrebro og blev renoveret i 2007.[kilde mangler] Nørrebroparken ligger mellem Hillerødgade i nord, Nordbanegade i øst, Stefansgade i sydøst og Krogerupgade i vest. Hørsholmparken grænser op til parken syd for Stefansgade. Lidt længere mod nord ligger Den Røde Plads og resten af Superkilen.

## Historisk jernbaneområde
Nørrebroparken er vokset frem på det område hvor Nordbanens Nørrebro Station  var placeret indtil 1930.[kilde mangler] Da Nordbanen blev omlagt via Boulevardbanen i 1930'erne, frigjorde det et stort areal mellem beboelsesejendommene og industribygningerne. Løbende voksede der et grønt bælte op, som efterhånden blev til Nørrebroparken. Den grønne cykelrute, der løber gennem parken, følger gamle jernbanespor mellem den oprindelige Nørrebro Station og Frederiksberg Station, henholdsvis Nordbanens spor nordpå.

## Byggeplads under metrobyggeri
Det gav en del debat, da det blev besluttet, at Københavns Metros Cityringen ville bruge et stykke af parken som byggeplads under anlæggelsen af Cityringen. En del af Nørrebroparken blev omdannet til byggeplads. Parken blev genetableret, da arbejdet afsluttedes. Cityringen åbnede i 2019.

## Parken i dag
Parken rummer en delvist overdækket skatebane samt baner til fodbold, basketball, volleyball og cykelpolo. I forbindelse med fornyelsen af Nørrebroparken, opstod fodboldklubben Nørrebro United med midler fra Beskæftigelses- og integrationsforvaltningen, kultur- og fritidsforvaltningen samt Nørrebro Park Kvarterløft. Målet med klubben er at skabe en lokal forening, der tiltrækker flerkulturelle og etnisk danske børn med henblik på sundhedsmæssige, sociale og alment dannende udvikling.